# أجمل ختك
أجمل ختك (بالبشتوية: اجمل خټک)‏ (15 سبتمبر 1925 - 7 فبراير 2010) كان سياسيًا بشتونًا وكاتبًا، شاعرًا، ينتمى إلى خدي خدمتجار، والرئيس السابق لحزب عوامي الوطني وصديق مقرب من خان عبد الولي خان.
تميزت حياته الطلابية المبكرة باحتجاجات نشطة ضد الراج البريطاني، وبعد استقلال باكستان عام 1947 انضم إلى حزب عوامي الوطني وأصبح صديقًا مقربًا لعبد الولي خان.
شغل منصب الأمين العام لحزب عوامي الوطني من 1969-1973. وهزمه عبد الحق في الانتخابات العامة عام 1970، ولكن بعد حملة قمع ضد الحزب من قبل حكومة ذو الفقار علي بوتو، فر أجمل ختك إلى كابل. وعاد عام 1989 وانتُخب عام 1990 في المجلس الوطني الباكستاني، ثم انتخب رئيسًا لحزب عوامي الوطني بعد تقاعد عبد الولي خان. بعد صراع على السلطة في عام 2000، شكل لفترة وجيزة حزبًا انفصاليًا هُزِمَ في انتخابات عام 2002. وعاد إلى حزب عوامي الوطني بعد ذلك بوقت قصير وثم تقاعد من السياسة.
توفي ختك في مستشفى محلي في بيشاور يوم الأحد 7 فبراير 2010 عن عمر 85 عامًا. في 12 مايو 2012 قام مسلحون مجهولون بتفجير مرقد ختك في قرية أكورا ختك.